# Научна библиотека на Лвовския национален университет
Научната библиотека на Лвовския национален университет „Иван Франко“ е специализирана научна библиотека.
Основана е през 1608 година към йезуитския колеж в Лвов, впоследствие Лвовски национален университет. С колекцията си от над 3 милиона тома е един от най-големите и най-стари научни библиотечни фондове в Украйна. От тях около 120 000 са уникални старопечатни книги и ръкописи, най-старите от които датират от XIII век, включително книги от личната библиотека на френския кардинал Джулио Мазарини, френския крал Луи XV, полския крал Зигмунт II Август, хетмана Иван Мазепа.
През 1704 година библиотеката е разграбена при нашествието на шведите, а през 1734 година е засегната от опустошителен пожар. Въпреки това тя бързо се възражда и през 1784 г. става основа на обновената университетска библиотека. По това време, както отбелязва Л. Финкел в изследването си на историята на Лвовския университет, „цензурираната“ йезуитска библиотека вече е недостатъчна, за да отговори на нуждите на превърналия се в светски университет.
В края на ХVIII век научната библиотека на университета е бил единственият депозитар на документите на Жечпосполита. При закриването на държавни и църковни институции, документите и библиотеките им са предавани на съхранение в библиотеката. Съхраняват се библиотеките на 147 закрити манастира, включително и Манявския скит.
От 1807 г. библиотеката получава правото в нея да се депозират всички периодични научни издания, които се публикуват в страната. Тази разпоредба е в сила до 1939, което е причина Фондът с периодични издания в библиотеката да е най-големият в Украйна. От 1822 на съхранение в библиотеката е предадена пълната университетска нумизматична колекция. Към средата на XIX век фондовете ѝ възлизат на 51 082 книзи, 2 200 гравюри, 12 000 монети и 4 700 дипломи.
На 21 октомври 2008 г. с решение на кабинета на министрите на Украйна (№ 1345-R) по предложение на министъра на образованието Иван Вакарчук, фондовете с ръкописи, стари и редки книги в научната библиотека на Лвовския университет са включени в държавния регистър на научни обекти с национално наследство. От 2010 г. общият брой на редките книги във фонда е 119 933 единици.
Читалнята на Научната библиотека е богато украсена със стенописи и надписи на латински и старогръцки.